# Собор Святого Марка (Ираклион)
Собор Святого Марка  — бывший католический храм города Ираклиона на острове Крит в Греции.
Здание собора расположено на улице Нимфон, рядом с площадью Венизелоса и в настоящее время занято музеем изобразительных искусств.

## История
Собор в честь святого Марка был построен в Ираклионе венецианцами в 1239 году и назван в честь покровителя Венецианской республики — святого апостола Марка. В период венецианского господства храм был главным кафедральным собором для всего Крита.
В настоящее время здание занято под экспозиции музея изобразительных искусств.